# Harlan Coben
Harlan Coben (Newark, 4 gennaio 1962) è uno scrittore statunitense di romanzi gialli e thriller.
Con Deal Breaker (1995), primo romanzo della serie gialla incentrata sul procuratore sportivo Myron Bolitar, ha vinto l'Anthony Award, mentre con Fade Away (1996), terzo romanzo della serie, ha vinto il Premio Edgar e il Premio Shamus.
Nel 2018 viene distribuita da Netflix la serie tv franco-britannica da lui creata Safe.

## Biografia
Harlan Coben nacque in una famiglia ebrea a Newark, nel New Jersey e crebbe a Livingston, si diplomò presso la Livingston High School, insieme al suo amico d'infanzia, il futuro politico Chris Christie. Mentre studiava Scienze politiche all'Amherst College, entrò a far parte della confraternita Psi Upsilon, insieme allo scrittore Dan Brown.

## Adattamenti cinematografici dei suoi romanzi
Alcuni suoi romanzi sono stati adattati come film o serie TV in Francia. Inoltre, nell'agosto 2018, Harlan Coben ha stretto un patto con Netflix, secondo cui 14 romanzi dello scrittore verranno sviluppati in altrettante serie TV o film, con lui stesso come produttore esecutivo.
| Titolo                                    | Tipo      | Data di uscita   | Prodotto da | Paese di origine | Lingua   | Libro                | Uscita libro |
| ----------------------------------------- | --------- | ---------------- | ----------- | ---------------- | -------- | -------------------- | ------------ |
| Non dirlo a nessuno                       | Film      | 1 novembre 2006  | Canal+      | Francia          | Francese | Non dirlo a nessuno  | 2001         |
| Non hai scelta - Il coraggio di una madre | Miniserie | 15 dicembre 2016 | TF1         | Francia          | Francese | Non hai scelta       | 2003         |
| Solo uno sguardo                          | Miniserie | 7 giugno 2017    | TF1         | Francia          | Francese | Identità al buio     | 2004         |
| The Stranger                              | Miniserie | 30 gennaio 2020  | Netflix     | Regno Unito      | Inglese  | The Stranger         | 2015         |
| Estate di morte                           | Miniserie | 12 giugno 2020   | Netflix     | Polonia          | Polacco  | Estate di morte      | 2007         |
| The Innocent - Suburbia Killer            | Miniserie | 30 aprile 2021   | Netflix     | Spagna           | Spagnolo | Suburbia Killer      | 2005         |
| Svaniti nel nulla                         | Miniserie | 13 agosto 2021   | Netflix     | Francia          | Francese | Svaniti nel nulla    | 2003         |
| Stay Close                                | Miniserie | 31 dicembre 2021 | Netflix     | Regno Unito      | Inglese  | Stay Close           | 2012         |
| Fidati di me                              | Miniserie | 22 aprile 2022   | Netflix     | Polonia          | Polacco  | Fidati di me         | 2009         |
| Un inganno di troppo                      | Miniserie | 1 gennaio 2024   | Netflix     | Regno Unito      | Inglese  | Un inganno di troppo | 2023         |
| Missing You                               | Miniserie | 1 gennaio 2025   | Netflix     | Regno Unito      | Inglese  | Missing You          | 2014         |
| Un solo sguardo                           | Miniserie | 5 marzo 2025     | Netflix     | Polonia          | Polacco  | Identità al buio     | 2004         |
| Atrapados - In trappola                   | Miniserie | 26 marzo 2025    | Netflix     | Argentina        | Spagnolo | Caught               | 2010         |
| Run Away                                  | Miniserie | 2026             | Netflix     | Regno Unito      | Inglese  | Fuga                 | 2021         |
| Ovunque tu sia                            | Miniserie | TBA              | Netflix     | Stati Uniti      | Inglese  | Ovunque tu sia       | 2023         |
| Shelter                                   | Miniserie | 22 agosto 2023   | Prime Video | Stati Uniti      | Inglese  | Shelter              | 2011         |

## Produzioni esclusivamente cinematografiche
Ha inoltre prodotto anche alcune serie cinematografiche: 
| Titolo   | Data di uscita | Prodotto da | Lingua            |
| -------- | -------------- | ----------- | ----------------- |
| The Five | 15 aprile 2016 | Sky 1       | inglese           |
| Safe     | 10 maggio 2018 | Netflix     | francese, inglese |

## Opere

### Serie di Myron Bolitar
1. Presunta scomparsa (Deal Breaker) (1995) - edizione italiana: TRE60, 2024
2. Drop Shot (1996)
3. Fade Away (1996)
4. Back Spin (1997)
5. One False Move (1998)
6. The Final Detail (1999)
7. Darkest Fear (2000)
8. Se ti trovi in pericolo (Promise Me) (2006) - edizione italiana: Mondadori, 2007
9. Senza lasciare traccia (Long Lost) (2009) - edizione italiana: Mondadori, 2012
10. Alta tensione (Live Wire) (2011) - edizione italiana: Mondadori, 2013
11. Home (2016)
12. Think Twice (2024)

### Serie di Mickey Bolitar (I serie spin-off di Myron Bolitar)
- Shelter (2011) edizione italiana: L'Ippocampo, 2013
- Seconds Away (2012)
- Found (2014)

### Wide
- The Boy from the Woods (2020)
- The match (2022)

### Windsor Horne Lockwood III (II serie spin-off di Myron Bolitar)
- Win (2021) - edizione italiana: Longanesi, 2025

### Altri romanzi
- Play Dead (1990)
- Miracle Cure (1991)
- Non dirlo a nessuno (Tell No One) (2001) - edizione italiana: Mondadori, 2001
- Svaniti nel nulla (Gone for Good) (2002) - edizione italiana: Mondadori, 2003
- Non hai scelta (No Second Chance) (2003) - edizione italiana: Mondadori, 2004
- Identità al buio (Just One Look) (2004) - edizione italiana: Mondadori, 2005
- Suburbia Killer (The Innocent) (2005) - edizione italiana: Mondadori, 2006
- Il gioco dell'amore e della morte (Death Do Us Part, 2006) - edizione italiana: Piemme, 2008
- Estate di morte (The Woods) (2007) - edizione italiana: Mondadori, 2008
- Fidati di me (Hold Tight) (2008) - edizione italiana: Mondadori, 2009
- Caught (2010)
- Stay Close (2012)
- Six Years (2013)
- Missing You (2014)
- The Stranger (2015) - edizione italiana: Longanesi, 2022
- Un inganno di troppo (Fool Me Once) (2016) - edizione italiana: Longanesi, 2022
- Don't Let Go (2017)
- Fuga (Run Away) (2019) - edizione italiana: Longanesi, 2021
- Ovunque tu sia (I Will Find You) (2023) - edizione italiana: Longanesi, 2024